# كنائس قبطية كاثوليكية في مصر
بطريركية الأقباط الكاثوليك تتكون من 9 ايبارشيات، وتتبع الطقس السكندري في صلواتها.  
انظر ايضا: الكنيسة القبطية الكاثوليكية
- الأبرشية البطريركية (القاهرة والإسكندرية)
- أبرشية الجيزة وبني سويف والفيوم
- أبرشية الإسماعيلية
- أبرشية المنيا
- أبرشية أسيوط
- أبرشية سوهاج
- أبرشية الأقصر
- أبرشية القوصية
- أبرشية أبو قرقاص

## الأبرشية البطريركية (القاهرة والإسكندرية)
أسقف الأبرشية هو غبطة البطريرك الأنبا إبراهيم اسحق رسم في 2013، الأنبا باخوم (النائب البطريركي)
انظر ايضا: الأبرشية البطريركية (القاهرة والإسكندرية)

### الإسكندرية
- كاتدرائية القيامة بالإسكندرية
- كنيسة سان ميشيل بالعطارين بالإسكندرية
- كنيسة السيدة العذراء – غيط العنب بالإسكندرية
- كنيسة العذراء الحبل بلا دنس بالدخيلة بالإسكندرية
- كنيسة القديسة تريزا - سيدي بشر
- كنيسة القديس جوزيف - محرم بك
- دير البشارة - الكنج مريوط
- كنيسة الأيقونة العجائبية - ميامي
- دير العائلة المقدسة - أبي الدرداء
- كنيسة الشهيد مارجرجس - اشمون
- كنيسة القديسة تريزا - المحلة الكبرى
- كنيسة القديس بطرس - طنطا
- كنيسة السيدة العذراء - قويسنا
- كنيسة القديسة حنا والقديس بطرس بطنطا محافظة الغربية
- كنيسة مارجرجس (الفرنسيسكان) - غبريال
- كنيسة السيدة العذراء (الفرنسيسكان) - الحضرة
- كنيسة السيدة العذراء (الفرنسيسكان) - كفر الدوار
- كنيسة مارمرقس الرسول - مرسى مطروح

### القاهرة
- كاتدرائية القديسة العذراء مريم بمدينة نصر - القاهرة
- المقر البطريركي بكوبري القبة
- كنيسة القديس لاون الكبرى - المعادي
- كنيسة قلب يسوع الاقدس بمصر الجديدة
- كنيسة العائلة المقدسة الكاثوليكية - المطرية
- كنيسة شجرة مريم - المطرية
- كنيسة سيدة السلام – الشيراتون
- كنيسة القديسة تريزا - الزيتون
- كنيسة العائلة المقدسة الأقباط الكاثوليك بالزيتون
- كاتدرائية القديس انطونيوس الكبير للاقباط الكاثوليك - الفجالة
- كنيسة العذراء مريم للاقباط الكاثوليك - عين شمس
- كنيسة عذراء السجود والقديسة هيلانة للأقباط الكاثوليك بشارع أحمد حلمي
- كنيسة القديسة تريزا بالشرابية
- كنيسة العذراء والقديس اسطفانوس للاقباط الكاثوليك بشبرا الخيمة
- كنيسة مارجرجس - القصيرين
- كنيسة السيدة العذراء - القللي
- كنيسة سيدة الكرمل - بولاق
- كنيسة رئيس الملائكة ميخائيل - حدائق القبة
- كنيسة العائلة المقدسة - درب الجنينة
- كنيسة القديسة هيلانة - شبرا
- كنيسة السيدة العذراء - شبرا
- كنيسة سيدة البشارة - عزبة النخل
- دير العذراء - المقطم
- كنيسة مار جرجس بعزبة القصيرين الزاوية الحمراء

## أبرشية الجيزة وبني سويف والفيوم
أنظر أيضا: ابرشية الجيزة وبني سويف والفيوم
أسقف الأبرشية هو الأنبا توماس عدلى رسم في 2018
- كنيسة العائلة المقدسة للأقباط الكاثوليك بالفيوم
- كنيسة مارجرجس - الجيزة
- كنيسة العذراء أم النور - إمبابة
- كنيسة العذراء سلطانة السلام - أوسيم
- كنيسة القديس أثناسيوس - سنة أكتوبر
- كنيسة القديس بولس - عزبة شكر
- كنيسة مارمرقس - الناصرية
- كنيسة القديس بطرس - بني سويف
- كنيسة القديس أنطونيوس الكبير - إهناسية

## أبرشية الإسماعيلية
أسقف الأبرشية هو الأنبا دانيال لطفي رسم في 2019

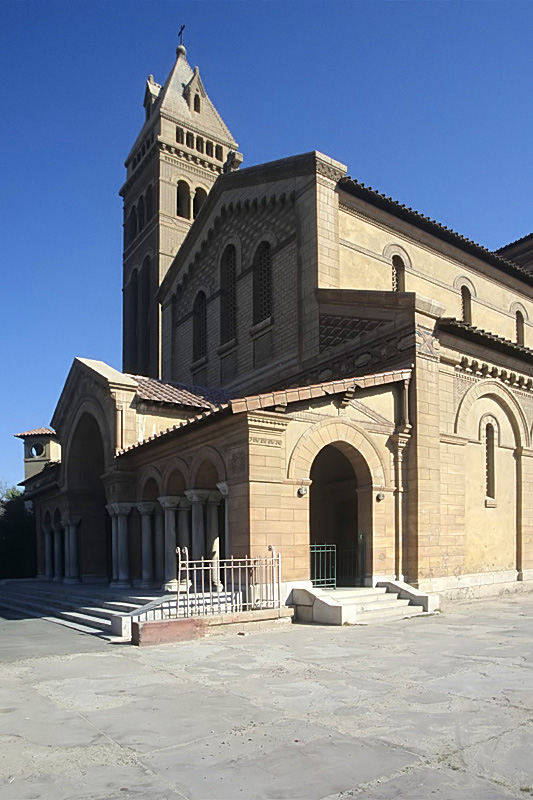
Coptic Catholic church of St. Mark, Ismailia, Egypt

- كاتدرائية القديس مرقس - الإسماعيلية والمنايف
- الكنيسة المرقسية - الإسماعيلية (العرايشية)
- كنيسة مارجرجس - قرية الأبطال
- كنيسة العائلة المقدسة بمستشفى الديليفراند - بورسعيد
- كنيسة النبي إلياس - بورسعيد
- كنيسة السيدة العذراء - القنطرة غرب
- كنيسة القديس يوسف - الزقازيق
- كنيسة القديس بطرس - زفتى وميت غمر
- كنيسة القديس باخوميوس - فاقوس
- كنيسة مارجرجس - عزبة جورجي متى
- كنيسة يسوع الملك - المنصورة
- كنيسة السيدة العذراء - العاشر من رمضان
- كنيسة الملاك ميخائيل - العاشر من رمضان
- كنيسة سيدة السلام - شرم الشيخ
- كنيسة العائلة المقدسة - العريش
- كنيسة الراعي الصالح بالسويس

## أبرشية المنيا
أنظر أيضا: ابرشية المنيا
أسقف الأبرشية هو الأنبا باسيليوس فوزي الضبع رسم في 2020
- كنيسة القديسة تريزا - مغاغة
- كنيسة مارجرجس - بني مزار
- كنيسة السيدة العذراء - أبوان
- كنيسة أم المخلص - بردنوها
- كنيسة أم المعونة الدائمة - سمالوط
- كنيسة العائلة المقدسة - المنيا
- كنيسة مارمرقس - المنيا
- كنيسة القيامة - المنيا الجديدة
- كنيسة السيدة العذراء - نزلة غطاس
- كنيسة السيدة العذراء - طوة
- كنيسة السيدة العذراء - الحواصلية
- كنيسة مارجرجس - منسافيس
- كنيسة السيدة العذراء - بني عبيد
- كنيسة السيدة العذراء - البربا
- كنيسة مار جرجس - طنطاوي
- كنيسة أم المخلص - الفقاعي
- كنيسة القديسان بطرس وبولس - فانوس
- كنيسة أم النور - بلنصورة
- كنيسة السيدة العذراء - البياضية
- كنيسة مارجرجس والقديس يوحنا - حنا أيوب
- كنيسة مارجرجس - دلجا
- كنيسة السيدة العذراء - البدرمان
- كنيسة الملاك ميخائيل - الهريف
- مطرانية أم النعم الإلهية في المنيا
- كنيسة مارجرجس نجع الدك- أبوقرقاص- المنيا
- كنيسة مارجرجس دلجا دير مواس المنيا
- كنيسة السيدة العذراء عزبة جاهين المنيا للاقباط الكاثوليك
- كنيسة الانبا بولا وانطونيوس للاقباط الكاثوليك المنيا
- كاتدرائية يسوع الملك للأقباط الكاثوليك بالمنيا
- كنيسة العائلة المقدسة بملوي المنيا

## أبرشية أسيوط
أسقف الأبرشية هو الأنبا كيرلس وليم رسم في 1990
- كنيسة قلب يسوع بالقوصية - اسيوط
- كاتدرائية أم المحبة الإلهية - أسيوط
- كنيسة الأنبا أنطونيوس الكبير - أسيوط
- كنيسة جروحات القديس فرنسيس - أسيوط
- كنيسة السيدة العذراء بالحمراء - أسيوط
- كنيسة سيدة الانتقال بالحمراء - أسيوط/دير درنكة
- كنيسة مارجرجس بالحمراء - أسيوط/درنكة
- كنيسة السيدة العذراء - أسيوط/نجع رزيق
- كنيسة القديسة تريزا - ديروط
- كنيسة الشهيد أبادير - ديروط/أمشول
- كنيسة مارجرجس - ديروط/ببلاو
- كنيسة مارجرجس - ديروط/عزبة النصر
- كنيسة مارجرجس - ديروط/كوم بوها
- كنيسة مارجرجس - القوصية/زرابي
- كنيسة السيدة العذراء - القوصية/المنشاة الكبرى
- كنيسة القلب المقدس - منفلوط
- كنيسة مارجرجس - منفلوط/العزية
- كنيسة الملاك ميخائيل - منفلوط/بني شقير
- كنيسة السيدة العذراء - أبنوب/بني محمديات
- كنيسة سيدة الرحمة - الفتح/ الناصرية
- كنيسة السيدة العذراء - الفتح/ الواسطى
- كنيسة مارجرجس - الفتح/تل أولاد سراج
- كنيسة السيدة العذراء - ساحل سليم/بويط
- كنيسة السيدة العذراء - ساحل سليم/نزلة سحرب
- كنيسة مارجرجس - أبو تيج
- كنيسة السيدة العذراء - أبو تيج النخيلة
- كنيسة السيدة العذراء - أبو تيج الزرابي
- كنيسة السيدة العذراء - أبو تيج/أبو خرص
- كنيسة مارجرجس - أبو تيج/البلايزة
- كنيسة السيدة العذراء - صدفا/بني فيز
- كنيسة السيدة العذراء - صدفا/كوم اسحفت
- كنيسة مارجرجس - صدفا/كوم أبو حجر
- كنيسة مارجرجس - صدفا/الشناينة
- كنيسة العائلة المقدسة - صدفا/البربا
- كنيسة السيدة العذراء - الغنايم
- كنيسة القديس يوسف - الغنايم/المشايعة
- كنيسة السيدة العذراء - الغنايم/ دير الجنادلة
- كنيسة السيدة العذراء - الغنايم/العزايزة
- كنيسة السيدة العذراء للأقباط الكاثوليك بصدفا

## أبرشية سوهاج
أنظر أيضا: مطرانية سوهاج
أسقف الأبرشية هو الانبا توماس حليم رسم في 2020
- كنيسة العذراء سيدة الانتقال للأقباط الكاثوليك بجرجا سوهاج
- كنيسة مارجرجس بنجع المخالفة بسوهاج
- كنيسة الشهيد العظيم مارجرجس للاقباط الكاثوليك بالشورانية - سوهاج
- كنيسة العذراء أم النور والأغانة بالقطنة سوهاج
- كاتدرائية يسوع الملك للاقباط الكاثوليك بطهطا
- كنيسة مارجرجس بساحل طهطا بسوهاج
- كنيسة مار جرجس للاقباط الكاثوليك بجهينة سوهاج
- كنيسة القديسة ريتا بطما سوهاج
- مطرانية الكاثوليك - سوهاج
- كنيسة السيدة العذراء - الجزازرة
- كنيسة القديس أثناسيوس - جهينة
- كنيسة مارمرقس - الجلاوية
- كنيسة السيدة العذراء - الخازندارية
- كنيسة مارجرجس - سوهاج
- كنيسة السيدة العذراء - الشيخ زين الدين
- كنيسة القديس يوسف - عرب بخواج
- كنيسة مارجرجس - الكتكاتة
- كنيسة القديس أندراوس - المراغة
- كنيسة مارجرجس - النجيلة
- كنيسة مارجرجس - نزلة خاطر
- كنيسة السيدة العذراء - الهماص
- كنيسة العذراء مريم بكوم غريب سوهاج

## أبرشية الأقصر
أسقف الأبرشية هو الأنبا عمانوئيل بشاي رسم في 2016
- كنيسة الاقباط الكاثوليك - اسوان
- كنيسة رئيس الملائكة ميخائيل بنجع الصياغ السواقي بالأقصر
- كنيسة القديس فرنسيس الأسيزي بحاجز الرزيقات الأقصر
- كنيسة القديس يوسف - الغردقة
- كنيسة العائلة المقدسة - فرشوط
- كنيسة سيدة لورد - نجع حمادي
- كنيسة العائلة المقدسة - قنا
- كنيسة سلطانة الملائكة - الطويرات (قنا)
- كنيسة القديس أنطونيوس البدواني - نقادة
- كنيسة القديس يوسف والعائلة المقدسة - جراجوس (قوص)
- كنيسة الشهيد مارجرجس - حجازة قبلي (قوص)
- كنيسة الأنبا باخوميوس - الأقصر المطرانية
- كنيسة العائلة المقدسة - الأقصر
- كنيسة الشهيد مارجرجس - الأقصر
- كنيسة الأنبا باخوميوس - الأقصر
- كنيسة القديس أنطونيوس البدواني - أرمنت الحيط
- كنيسة الشهيد مارجرجس - أرمنت الوابورات
- كنيسة رئيس الملائكة ميخائيل - الريانية (أرمنت)
- كنيسة العائلة المقدسة - إسنا
- كنيسة سيدة الانتقال - كوم امبو
- كنيسة القديس يوسف - دراو
- كنيسة السيدة العذراء والقديس دانيال كميوني - أسوان

## أبرشية أبو قرقاص
أسقف الأبرشية هو الانبا بشارة رسم في 2020.
- كاتدرائية أم النعم الإلهية - المنيا
- كنيسة الانبا انطونيوس والانبا بولا للاقباط الكاثوليك بابو قرقاص البلد المنيا
- كنيسة السيدة العذراء قرية نزلة البدرمان مركز دير مواس بمحافظة المنيا
- كنيسة أم النور ببلنصورة

- كنيسة مارجرجس دلجا دير مواس المنيا

- كنيسة ملكة السلام - الفكرية
- كنيسة القديس يوسف بالفكرية
- كنيسة مار بولس ومار جرجس بمنهري
- كنيسة أم الرحمة - منهري
- كنيسة مار جرجس والأم تريزا
- كنيسة القديسان بطرس وبولس - فانوس
- كنيسة العائلة المقدسة بملوي المنيا
- كنيسة السيدة العذراء بملوي
- كنيسة السيدة العذراء بالبربا
- كنيسة مارجرجس نجع الدك- أبوقرقاص - المنيا
- كنيسة السيدة العذراء - بني عبيد
- كنيسة السيدة العذراء بطنطاوي
- كنيسة مار جرجس - طنطاوي
- كنيسة الملاك ميخائيل بالهريف